# Blossia obscura
Blossia obscura är en spindeldjursart som beskrevs av Kraepelin 1908. Blossia obscura ingår i släktet Blossia och familjen Daesiidae. Inga underarter finns listade.